# Pz61主戰坦克
Pz61主戰坦克於1950年代後期由瑞士自行研發，其基本設計來自1950年代初期開發的Pz58中型坦克。Pz58是瑞士首款自行設計的中型坦克，採用英製83.4毫米口徑QF 20磅炮，裝甲防護力則較薄弱，最厚裝甲不過是80毫米，瑞士陸軍對Pz58的原型車並不滿意，因此原有的83.4毫米口徑20磅炮被改為從英國引進的105毫米口徑L7線膛炮，雖然火力得到提升，但只生產了12輛。由於瑞士陸軍曾經認為重量較大的坦克將受制於瑞士山區為主的崎嶇地形，所以在1950年代初期從法國購買了200輛AMX-13輕型坦克，但輕型坦克的過於單薄裝甲防護無法應付威脅，所以瑞士軍方決定繼續改進Pz58，增厚裝甲加強防護力，及改用功率更強的引擎，成為Pz61主戰坦克。瑞士軍方於1961年3月訂購，由瑞士國營的聯邦製造廠（Federal Construction Works）生產，1965年1月至1966年12月共交貨150輛，後來於1971年量產的Pz68主戰坦克亦以此車為基礎研發而成。

## 基本資料
- 乘員：4人(車長、炮手、裝填手和駕駛)
- 車長：9.45公尺
- 車闊：3.06公尺
- 車高：2.72公尺
- 重量：39噸
- 最快速度：55公里/小時
- 續航距離：250公里

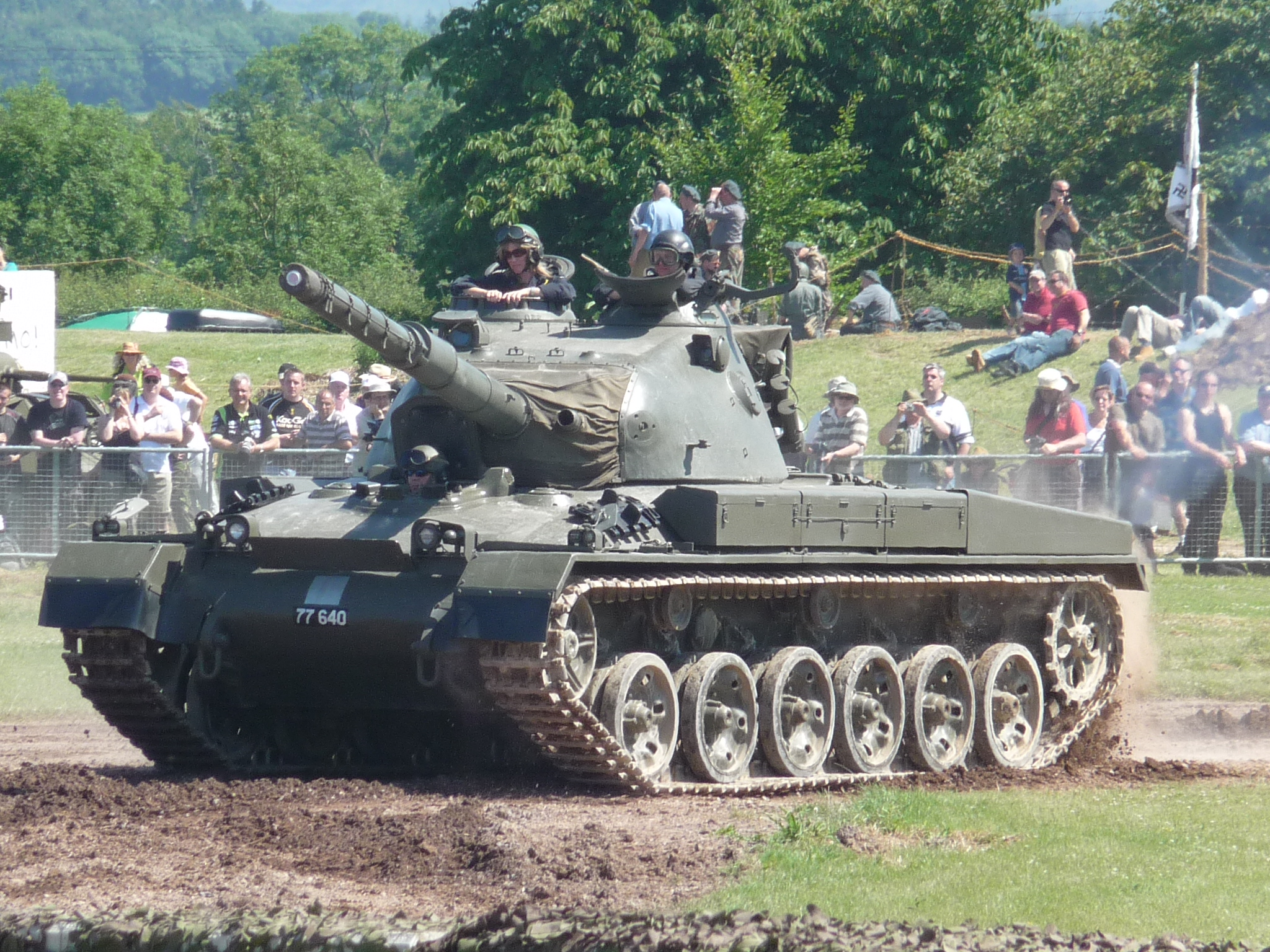
Pz61主戰坦克

- 武裝：英製L7線膛炮1門+7.5毫米口徑MG 51機槍
- 發動機：MTU MB837Ba-500水冷式柴油發動機(630匹馬力)

## 設計

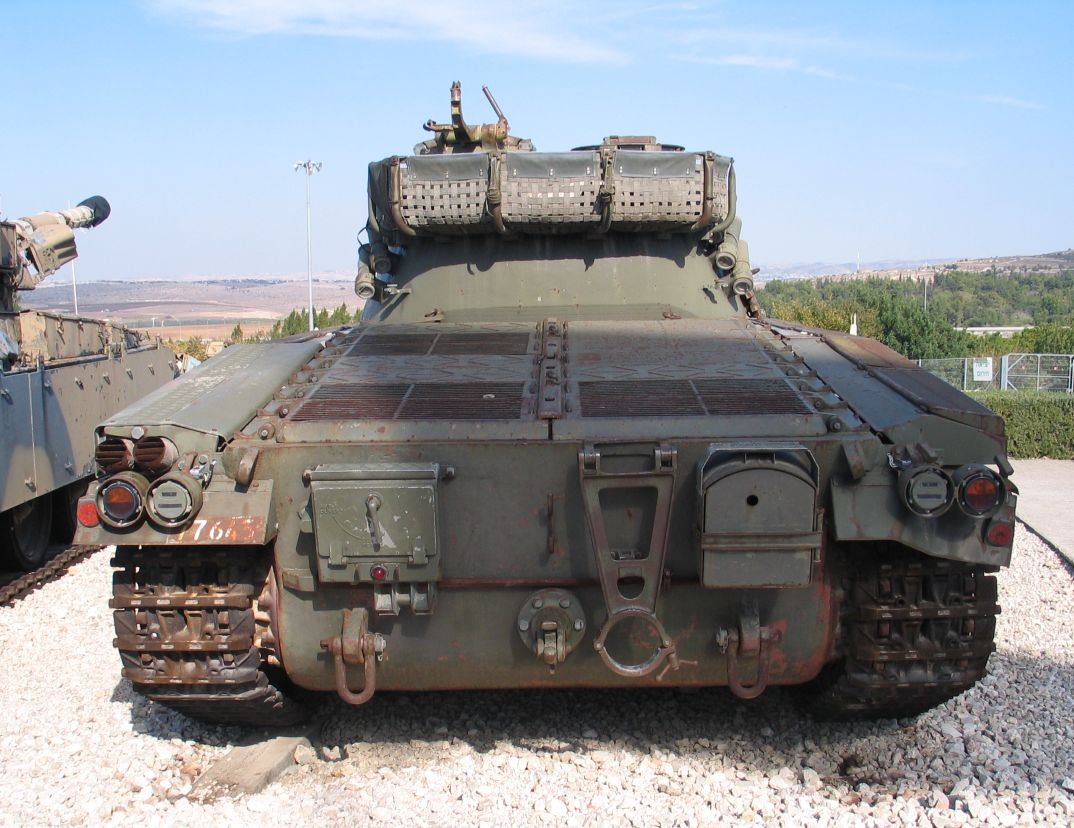
Pz61車尾特寫

Pz61主戰坦克的炮塔是一個鑄造的類半圓球體，炮塔內右側是車長和炮手，左側是裝填手，車長的瞭望塔擁有8個觀測窗，砲塔左側裝填手另有一組6具觀測窗的瞭望塔，且高度較車長塔稍高，造成車長左側視野略為受阻；炮塔主炮是英國授權瑞士製造的L7A1炮，使用瑞士自製的105mm炮彈，部份彈種則由以色列IMI供應，火控系統由法國GIAT供應，火控系統原本用於AMX-30主力戰車在此車上則把主炮俯仰裝置由油壓改為電動，同軸機槍是7.5毫米口徑MG 51機槍，在車頂的防空機槍也是MG 51。
車身前方採用斜面裝甲的設計，底盤擁有6對路輪，採用外置的葉片彈簧懸掛系統和車身連接，此懸掛系統不會佔用車內空間，且具有較高的妥善性，車身動力為德國MTU供應的MB837Ba-500柴油發動機，和瑞士國產的變速箱一起搭配，車內還有1部功率為34匹馬力的輔助發動機，在不啟動主發動機的情況下可提供操作系統電力供應。

## 使用國家
- 瑞士

## 外部連結
- 瑞士Pz61/68主战坦克

| 论 编 | 二戰後歐洲裝甲戰鬥車輛 |